# Burhi Gandak
Der etwa 320 km lange Burhi Gandak (Nepali: बुडी गण्डकी खोला, Hindi बूढ़ी गण्डक नदी) ist ein nördlicher Nebenfluss des Ganges im nordindischen Bundesstaat Bihar. Sein Einzugsgebiet umfasst insgesamt ungefähr 12000 km², wovon der größte Teil in Indien liegt.

## Verlauf
Der Burhi Gandak entspringt in den Someshwar-Hügeln, einem Höhenzug der Siwaliks im Distrikt West Champaran unweit der Grenze zu Nepal. Der Fluss strömt anfangs in überwiegend südlicher Richtung durch das Tiefland der Gangesebene und fließt westlich an Narkatiaganj vorbei. Nördlich der Stadt Lauria Nandangarh trifft der Masan von Westen kommend auf den Burhi Gandak. Dieser wendet sich nun langsam nach Südosten und schlängelt sich durch das Tiefland. Die Stadt Chanpatia liegt auf dem Südufer. Kurz darauf trifft der Pandai linksseitig auf den Burhi Gandak. Die Stadt Motihari liegt etwa 8 km südlich des Flusslaufs. Muzaffarpur, Samastipur, Rosera und Khagaria sind Städte am Unterlauf des Flusses. Dieser mündet schließlich gegenüber der Stadt Munger in den nach Osten strömenden Ganges.

## Geschichte

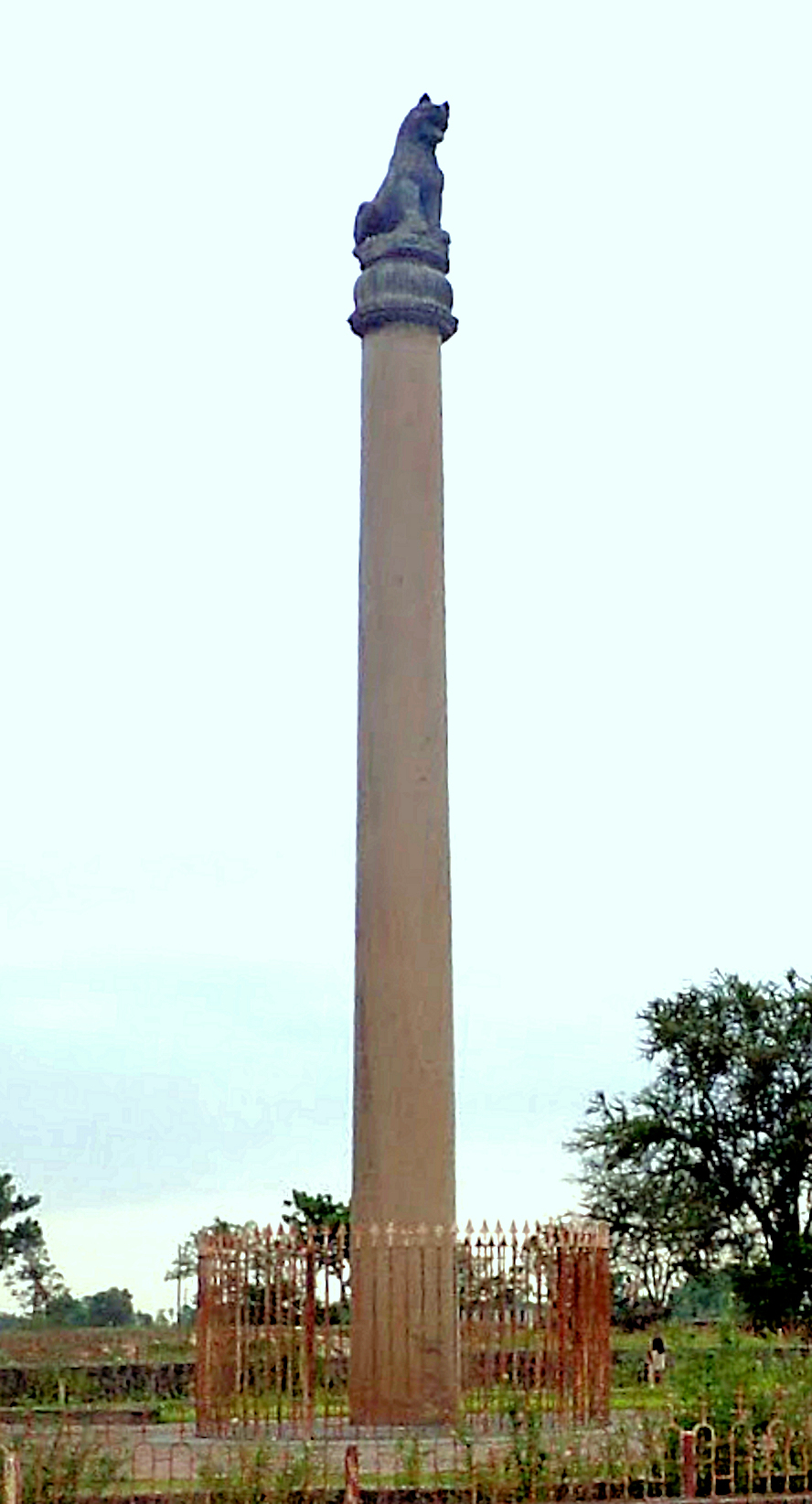
Ashoka-Säule bei Lauriya Nandangarh

Der Oberlauf des Flusses (hier Sikrchana genannt) fließt durch ein altes vom Buddhismus geprägtes Gebiet. In der Stadt Lauria Nandangarh wurden in den 1860er Jahren von Alexander Cunningham mehrere Stupas entdeckt; weitere Grabungen anderer Forscher folgten, doch erst in den 1930er Jahren wurde der Komplex abschließend untersucht. Dabei stellte man anhand der Größe der Erdaufschüttung fest, dass der große Stupa einst zu den größten in ganz Indien gezählt haben muss. Noch bedeutender als die nicht mehr existenten Stupas ist eine ca. 2 km entfernte polierte und mit Inschriften versehene Sandsteinsäule mit einem Löwenkapitell aus der Zeit des Kaisers Ashoka.